# جسر أرثر رانفيل جونيور

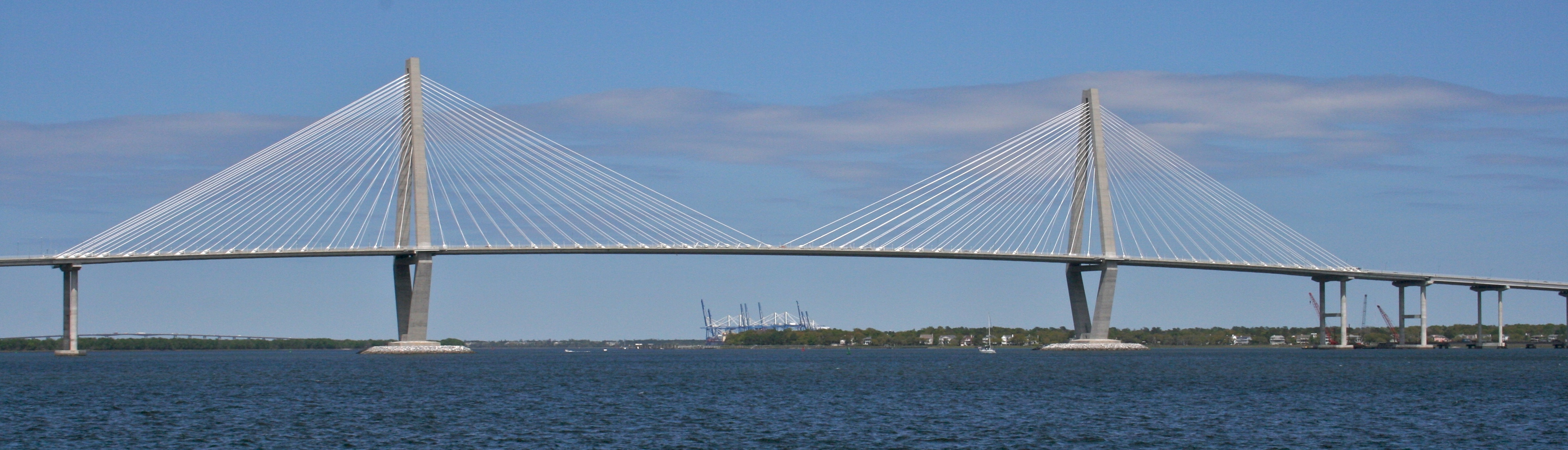
جسر أرثر رانفيل جونيور

جسر أرثر رانفيل جونيور(بالإنجليزية Arthur Ravenel Jr. Bridge) والذي يعرف كذلك باسم نهر كوبر جديد وهو جسر معلق علن نهر كوبر في ولاية كارولينا الجنوبية يربط الجسر تشارلستون، كارولاينا الجنوبية في ماونت بليزانت .أفتتح الجسر رسميا وبحلته الجديدة في يوم 16 تموز - يوليو من سنة 2005 يبلغ طول الجسر حوالي أربعة كيلومترات ويبلغ عرضه حوالي 3.7 متر .